# NGC 772
NGC 772 è una galassia nella costellazione dell'Ariete.
È una galassia di notevoli dimensioni, e nonostante la sua distanza è ben evidente anche in un piccolo telescopio rifrattore poco più di 1 grado ad est della stella γ Arietis; mostra un nucleo molto grande e luminoso, con un braccio notevolmente sviluppato e deformato, certamente a causa dell'interazione con la vicina galassia NGC 770. Non fu catalogata dal Messier, nonostante la sua luminosità. Dista dalla Via Lattea poco più di 100 milioni di anni-luce.

## Gruppo di NGC 772
Le galassie NGC 770, NGC 772, UGC 1519 e UGC 1546 fanno parte del Gruppo di NGC 772. La galassia NGC 772 presenta le maggiori dimensioni in questo gruppo.
Assieme a NGC 772, NGC 770 figura nell'Atlas of Peculiar Galaxies con il codice Arp 78 come esempio di galassia la cui compagna ha una luminosità superficiale elevata. NGC 770 e NGC 772 formano una coppia di galassie interagenti. L'attrazione gravitazione di NGC 770 è responsabile dell'allungamento del braccio di spirale inferiore di NGC 772.

## Galleria d'immagini

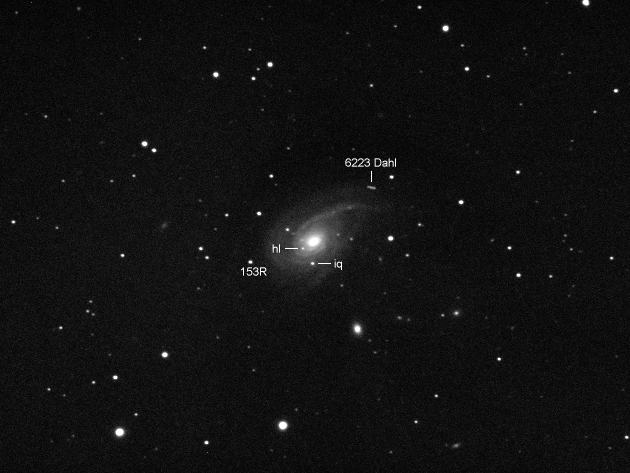
NGC 772 con due supernove (SN 2003hl e SN 2003iq) e l'asteroide 6223 Dahl
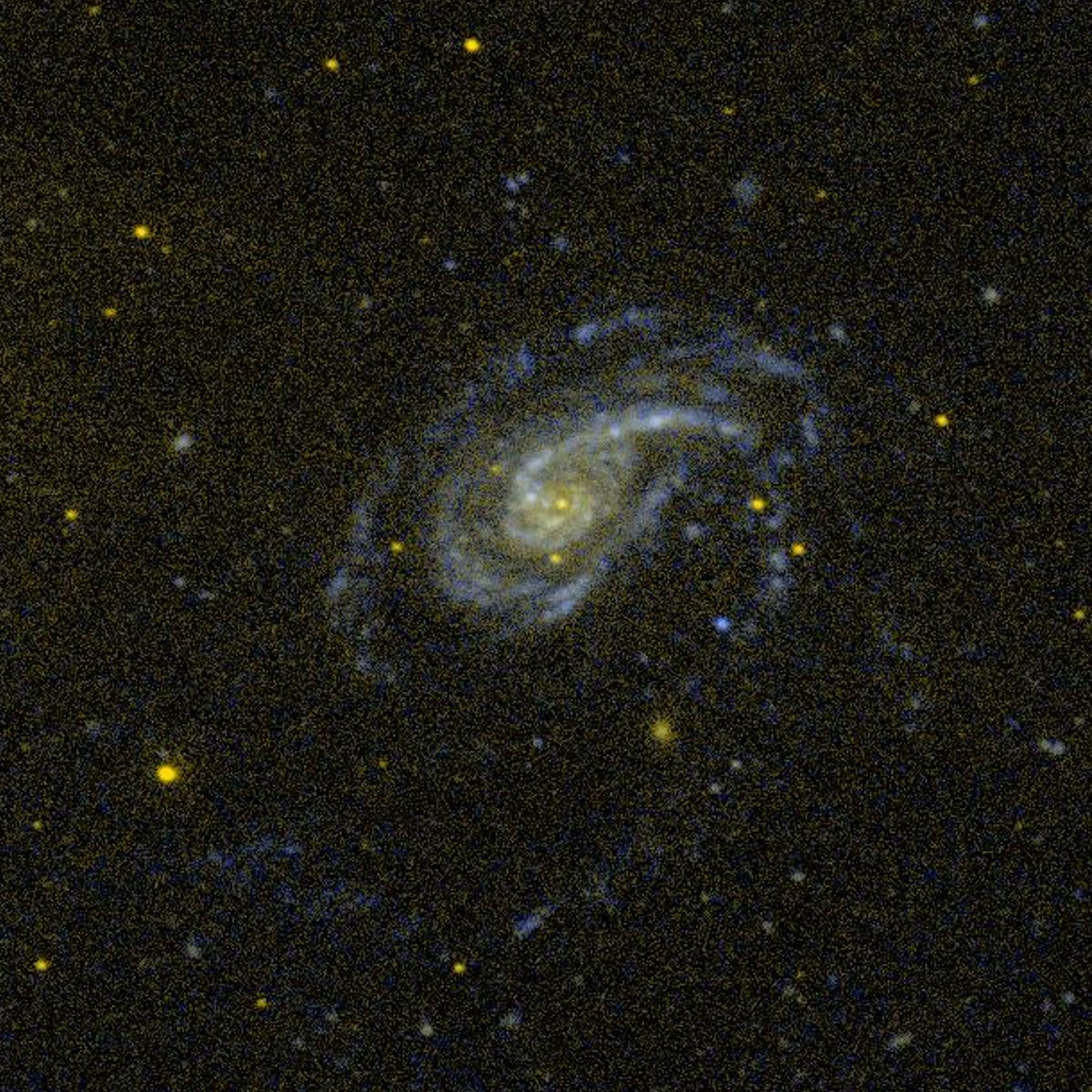
NGC 772  (GALEX)
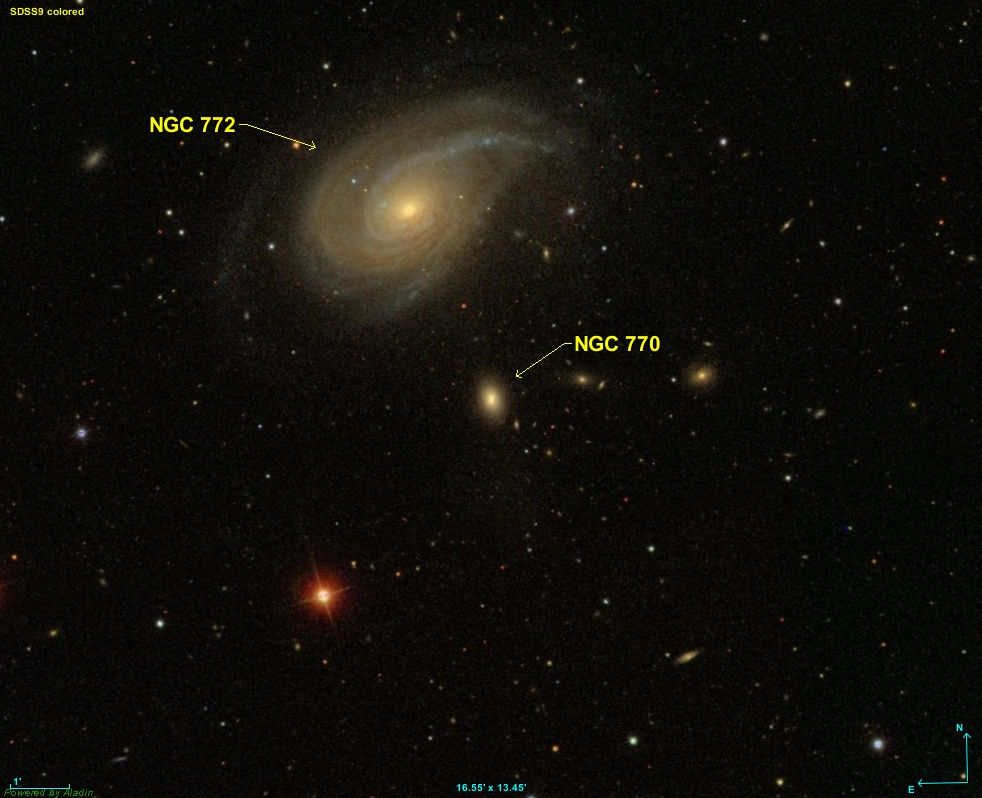
NGC 772 ripresa dallo Sloan Digital Sky Survey insieme alla compagna NGC 770
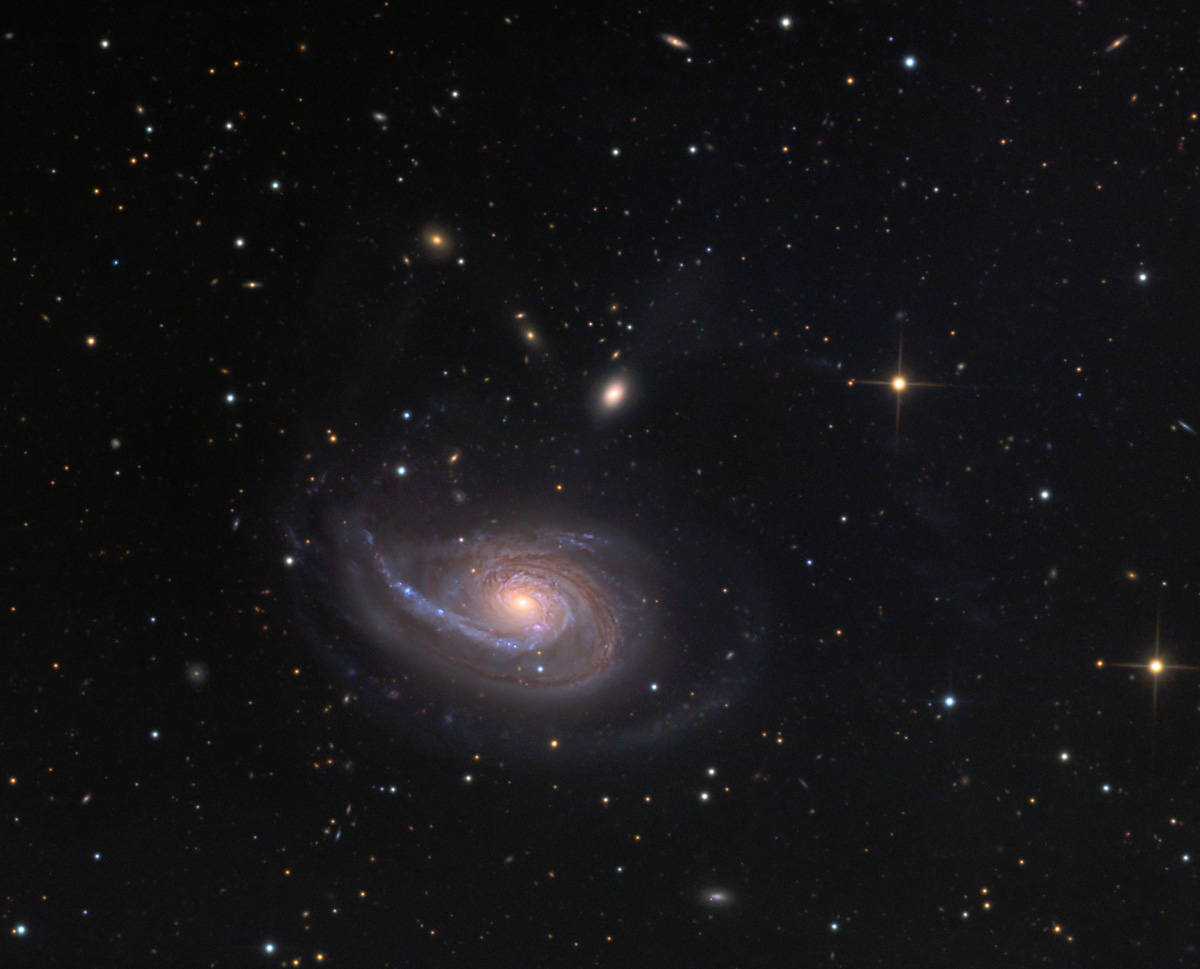
NGC 772  (Mount Lemmon SkyCenter)
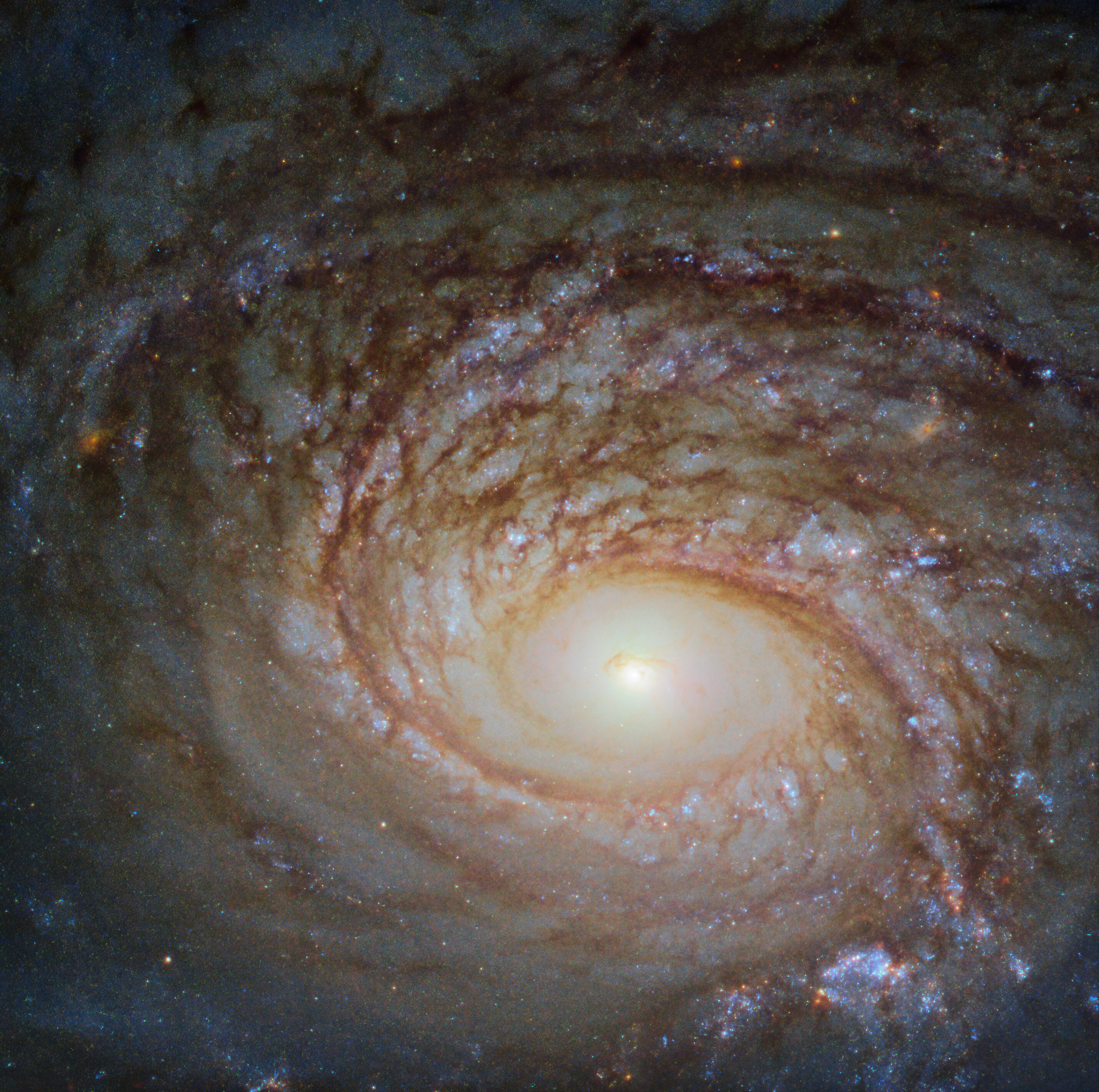
NGC 772 ripresa dal Telescopio Spaziale Hubble
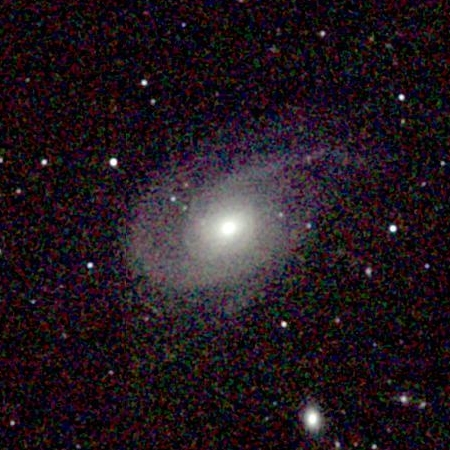
NGC 772  (2MASS)